# Kondar
Kondar o Kindar (àrab: كندار, Kundar) és una petita ciutat de Tunísia de la governació de Sussa, situada uns 33 km al nord-oest de Sussa. Es troba a la carretera entre Kairuan i Enfhida, prop d'on acaba la sabkha Kelbia, avui dia explotada gairebé completament mercès a la construcció de tres rescloses a la zona. Té uns 3000 habitants. És capçalera d'una delegació amb 10.940 habitants.

## Administració
És el centre de la delegació o mutamadiyya homònima, amb codi geogràfic 31 62 (ISO 3166-2:TN-12), dividida en set sectors o imades:
- Kondar (31 62 51)
- Bir El Jedid (31 62 52)
- Belalma (31 62 53)
- Bechachma (31 62 54)
- Ouled El Abed (31 62 55)
- Gmata (31 62 56)
- Ouled Ameur (31 62 57)

Al mateix temps, forma una municipalitat o baladiyya (codi geogràfic 31 26).